# Pteroneta tertia
Pteroneta tertia là một loài nhện trong họ Clubionidae.
Loài này thuộc chi Pteroneta. Pteroneta tertia được Christa L. Deeleman-Reinhold miêu tả năm 2001.